# جيمس ويثيرال
جيمس ويثيرال (بالإنجليزية: James Weatherall)‏ هو ضابط بحري بريطاني، ولد في 28 فبراير 1936، وتوفي في 18 مارس 2018.